# ソウル特別市都市鉄道公社SR000系電車
ソウル特別市都市鉄道公社SR000系電車（現ソウル/仁川交通公社SR000系電車）（ソウルとくべつしとしてつどうこうしゃSR000けいでんしゃ）は、2012年10月27日から運転を開始したソウル交通公社・仁川交通公社7号線の通勤形電車。

## 概要
- 2012年10月27日から7号線温水駅 - 富平区庁駅間の延伸開業に合わせて営業運転を開始した。編成は4M4Tの8両編成である。なお車両は2018年12月4日より富川市、仁川交通公社に所有権が移管されており、管理業務などはソウル交通公社に委託されている。全編成が天旺車両事業所に配属。

### 運行区間
- 7号線 長岩駅 - 石南駅（8両編成の運行）

## 編成

### 車体
車体は、従来のステンレス車体からダブルスキン構造のアルミニウム合金となり、車体は白く塗装された。

### 車内
製造当初から、車両扉上部に2画面液晶ディスプレイが千鳥配置で設置している。

### 制御装置
韓国のタウォンシス（多元シス）が製造し、ロウィンに納品した新型インバータ （IGBT制御）を装備した。なお、日本の日立製作所の素子を基にしている。

### 編成表
- 編成番号は7000系からの連番である。

| 車号           | 導入時期 | 現況   | 備考                                                 |
| -------------- | -------- | ------ | ---------------------------------------------------- |
| SR001 764 編成 | 2011年   | 運行中 | 3号車・6号車は、中央部に座席が設置された構造である。 |
| SR002 765 編成 | 2012年   | 運行中 | 3号車・6号車は、中央部に座席が設置された構造である。 |
| SR003 766 編成 | 2012年   | 運行中 |                                                      |
| SR004 767 編成 | 2012年   | 運行中 |                                                      |
| SR005 768 編成 | 2012年   | 運行中 |                                                      |
| SR006 769 編成 | 2012年   | 運行中 |                                                      |
| SR007 770 編成 | 2012年   | 運行中 |                                                      |

## その他

### ソウル都市鉄道の直接製作議論
- SR001編成は鉄道車両の専門メーカーではなく、鉄道事業者であるソウル特別市都市鉄道公社が直接製作したため、問題となった。仁川広域市と京畿道富川市でもソウル都市鉄道の車両自体の製作に反対し、2010年12月頃、ソウル特別市議会でソウル特別市都市鉄道公社が電車組立・製作と鉄道車両の性能試験、製造検査を禁止する条例案を出し、[2]SR002編成以降はロウィンで直接製作して導入された。

### 納入検査と本線投入の遅延
- SR007編成は、鉄道車両メーカーであるロウィンの事情で納入チェックが遅れており、正式営業に投入されていなかったが、2014年7月になってようやく正式営業に投入された。

### ラーバ列車運行
- SR007（770）編成は、ソウルメトロ2000系201編成のように内部にLarvaのラッピングをし、外部にはドアと前頭部の窓のみLarvaのラッピングで運行していた（現在は終了）。